# Sclerocarya gillettii
A Sclerocarya gillettii a szappanfavirágúak (Sapindales) rendjébe, ezen belül a szömörcefélék (Anacardiaceae) családjába tartozó faj.

## Előfordulása
A Sclerocarya gillettii Kenya endemikus fája. Az előfordulási területe kizárólag eme afrika ország keleti felének egy kis részére korlátozódik; sebezhető faj.

## Megjelenése
Kis és közepes termetű lombhullató fa vagy cserje, amely 2-5 méter magasra nő meg.

## Életmódja
Ez a cserje vagy kisebb fa a száraz bozótosokat és vörös színű homokos talajokat kedveli, azonban itt is elszórtan található meg.

## Rokonai
A Sclerocarya gillettii legközelebbi rokona és nemzetségének a másik faja, a Sclerocarya birrea. E két fafaj pedig közeli rokonságban áll, a madagaszkári Poupartia-fajokkal.

### Fordítás
- Ez a szócikk részben vagy egészben  a   Sclerocarya gillettii című angol Wikipédia-szócikk ezen változatának fordításán alapul.  Az eredeti cikk szerkesztőit annak laptörténete sorolja fel. Ez a jelzés csupán a megfogalmazás eredetét és a szerzői jogokat jelzi, nem szolgál a cikkben szereplő információk forrásmegjelöléseként.